# Henri de Solages
Henri de Solages (né le 21 août 1786 à Rabastens et mort le 8 décembre 1832 à Andevoranto), de son nom complet Gabriel Henri Jérôme de Solages de Robal), est un prêtre missionnaire français, pionnier des missions à Madagascar où il débarque en tant que préfet apostolique de Bourbon, de Madagascar et de l'Océanie. Il meurt sans avoir pu accomplir sa mission.

## Biographie

### Famille et formation
Gabriel Henri Jérôme de Solages de Robal a été baptisé le lendemain de sa naissance, le 22 août 1786, en l'église de Notre-Dame-du-Bourg. Son père, Gabriel Henri Jérôme de Solages et officier du régiment de Vivarais-infanterie », est le petit-fils de François Paul de Solages, et sa mère Élisabeth, née Thomson, est d'origine anglaise. En 1788, ses parents émigrent en Angleterre, avec leur enfant, peu de temps avant l'importante émigration française. 
C'est à dix-neuf ans, en 1805, qu'Henri de Solages retourne en France, avec son père. Ayant pris la décision de devenir prêtre, il entre au Séminaire Saint-Sulpice à Paris. Charles de Forbin-Janson, autre séminariste, fait naître chez lui une vocation de missionnaire. À l'issue de cette formation catholique, il est ordonné prêtre le 17 décembre 1814, à Carcassonne.

### Carrière ecclésiastique
Henri de Solages débute comme prêtre dans le Tarn, puis en 1815 il devient l'un des « cadres du diocèse comme curé de Saint-Benoît-de-Carmaux », petite commune qui compte alors moins de quatre cents habitants. Quelques années plus tard, en 1824, il rejoint Pamiers pour prendre le poste de vicaire général de l'évêque du diocèse.
En 1830, Henri de Solages est nommé, par Rome, « Préfet apostolique de Bourbon, de Madagascar et de l'Océanie ».
Après sa nomination, Henri de Solages propose à l'abbé Pierre Dalmond de se joindre à lui. Les deux missionnaires arrivent à Bourbon au mois de janvier 1831. Henri de Solages confie une paroisse à Pierre Dalmond, puis ayant décidé d'aller à Madagascar, il le nomme vice-préfet. Arrivé à Tamatave le 17 juillet 1832, Henri de Solages rencontre sur la grande île d'importantes difficultés notamment dues à la méfiance de la reine Ranavalona Ire à l'égard des prétentions européennes sur l'île et de l'évangélisation de ses habitants. Il essayera de rejoindre Tananarive pour y rencontrer la souveraine, mais celle-ci le fit arrêter et enfermer dans une case à Andevoranto, avec interdiction à la population de lui porter secours sous peine de mort. Il y contracte le paludisme et meurt isolé le 8 décembre 1832,.

## Hommages
Sa sépulture ne fut retrouvée qu'un siècle plus tard en janvier 1932, et fut aussitôt transférée dans la nouvelle cathédrale Saint-Joseph de Toamasina.
Une impasse de Rabastens est nommée en son honneur.